# 庫利山
14°03′53″S 70°49′52″W / 14.06472°S 70.83111°W
庫利山（Culi），是秘魯的山峰，位於該國東南部普諾大區，由卡拉瓦亞省的科拉尼區負責管轄，屬於韋爾卡努塔山脈的一部分，海拔高度5,290米。